# Zhao Yunlei
Zhao Yunlei (en xinès: 赵 芸蕾) (Huangshi, República Popular de la Xina 1986) és un jugador de bàdminton xinès, guanyadora de dues medalles olímpiques d'or.

## Biografia
Va néixer el 25 d'agost de 1986 a la ciutat de Huangshi, població situada a la pròvíncia de Hubei (República Popular de la Xina).

## Carrera esportiva
Va participar, als 25 anys, als Jocs Olímpics d'Estiu de 2012 celebrats a Londres (Regne Unit) on va aconseguir guanyar la medalla d'or en la modalitat de dobles femenins fent parella amb Tian Qing. En aquests mateixos Jocs participà en la competició de dobles mixts fent parella amb Zhang Nan, amb el qual també aconseguí guanyar la medalla d'or. Amb la seva doble victòria es convertí en l'única jugadora, de qualsevol dels dos sexes, en aconseguí sengles medalles en uns mateixos Jocs Olímpics en la competició de bàdminton.
Al llarg de la seva carrera ha guanyat quatre medalles al Campionat del Món de bàdminton, entre elles una d'or; i tres medalles als Jocs Asiàtics, dues d'elles d'or.